# Rue Blockmans
La rue Blockmans (en néerlandais : Blockmansstraat) est une rue bruxelloise de la commune de Woluwe-Saint-Pierre qui va de Val des Seigneurs  à la Rue de l'Église  sur une longueur totale de 83 mètres.

## Historique et description
Le nom de la rue vient de Théodore Blockmans mort le 18 juillet 1906, premier curé de la paroisse de Stockel (1863-1906).